# Château de la Pèze
Pour les articles homonymes, voir Pèze.
Le château de la Pèze est un château situé à Savignac, en France.

## Localisation
Le château est situé sur la commune de Savignac, dans le département français de l'Aveyron.

## Historique
Le château fut habité par Charles de Pomairols.
L'édifice est inscrit au titre des monuments historiques en 1994.